# Arrondissement del dipartimento della Somme

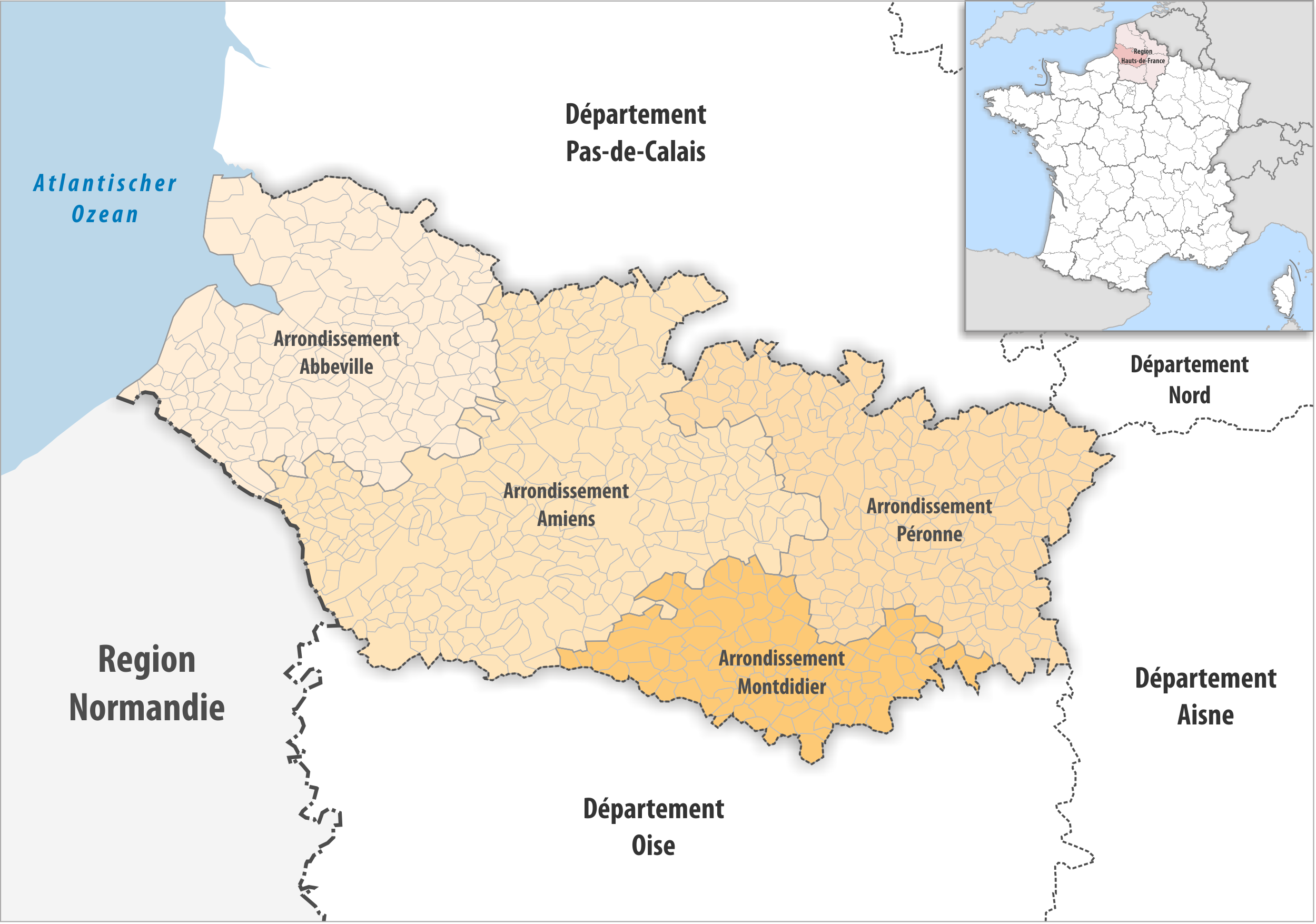
Gli arrondissement del dipartimento della Somme nel 2019

Gli arrondissement del dipartimento della Somme, nella regione francese dell'Alta Francia, sono quattro: Abbeville (capoluogo Abbeville), Amiens (Amiens), Montdidier (Montdidier) e Péronne (Péronne).

## Composizione
| Nome                         | Codice INSEE | N° di comuni | Superficie km2 | Popolazione | Densità (abitanti/km2) |
| ---------------------------- | ------------ | ------------ | -------------- | ----------- | ---------------------- |
| Arrondissement di Abbeville  | 801          | 164          | 1 560,6        | 124 338     | 80                     |
| Arrondissement di Amiens     | 802          | 291          | 2 343,1        | 304 814     | 130                    |
| Arrondissement di Montdidier | 803          | 109          | 781,9          | 47 469      | 61                     |
| Arrondissement di Péronne    | 804          | 208          | 1 484,6        | 94 041      | 63                     |
| Dipartimento della Somme     | 80           | 772          | 6 170,2        | 570 662     | 92                     |

## Storia
- 1790: istituzione del dipartimento della Somme con cinque distretti: Abbeville, Amiens, Doullens, Montdidier, Péronne.
- 1800: istituzione degli arrondissement di: Abbeville, Amiens, Doullens, Montdidier, Péronne.
- 1803: trasferimento della sottoprefettura di Bergues a Dunkerque (decreto del 3 termidoro anno XI).
- 1926: soppressione dell'arrondissement di Doullens.[6][7]
- 2009: il cantone di Oisemont è scorporato dall'arrondissement di Amiens e inserito in quello di Abbeville.
- 2017: viene attuata una riorganizzazione degli arrondissement, per migliorare l'integrazione a seguito delle modifiche delle intercomunalità: i confini degli arrondissement sono modificati con trasferimento di 104 comuni:
  - 38 trasferiti dall'arrondissement di Abbeville all'arrondissement di Amiens;
  - 2 trasferiti dall'arrondissement di Amiens all'arrondissement di Abbeville;
  - 5 trasferiti dall'arrondissement di Amiens all'arrondissement di Montdidier;
  - 26 trasferiti dall'arrondissement di Amiens all'arrondissement di Péronne;
  - 26 trasferiti dall'arrondissement di Montdidier all'arrondissement di Péronne;
  - 7 trasferiti dall'arrondissement di Péronne all'arrondissement di Amiens.[8]